# New World Pictures
New World Pictures (también conocida como New World Entertainment y New World Communications Group, Inc.) fue una productora independiente de cine y televisión estadounidense y, más tarde, propietaria de una cadena televisiva en Estados Unidos entre finales de los años 1980 y mediados de los noventa.

## Historia
News Corporation se convirtió en su propietaria mayoritaria en 1994 y adquirió los derechos de la compañía en 1997; la alianza con News Corporation ayudó a convertir a Fox Network en la cuarta mayor empresa del sector televisivo de USA.
Aunque desaparecida como empresa independiente continúa existiendo, junto con varias subsidiarias regionales (como New World Communications of Tampa), como parte de la estructura de News Corporation.